# Ацел (комуна)
Ацел (рум. Ațel) — комуна у повіті Сібіу в Румунії. До складу комуни входять такі села (дані про населення за 2002 рік):
- Ацел (1309 осіб) — адміністративний центр комуни
- Дупуш (231 особа)

Комуна розташована на відстані 229 км на північний захід від Бухареста, 48 км на північний схід від Сібіу, 95 км на південний схід від Клуж-Напоки, 104 км на північний захід від Брашова.

## Населення
За даними перепису населення 2002 року у комуні проживали 3640 осіб.
Національний склад населення комуни:
| Національність   | Кількість осіб | Відсоток |
| ---------------- | -------------- | -------- |
| румуни           | 2806           | 77,1%    |
| угорці           | 541            | 14,9%    |
| цигани           | 180            | 4,9%     |
| німці            | 105            | 2,9%     |
| росіяни-липовани | 6              | 0,2%     |

Рідною мовою назвали:
| Мова      | Кількість осіб | Відсоток |
| --------- | -------------- | -------- |
| румунська | 2967           | 81,5%    |
| угорська  | 518            | 14,2%    |
| німецька  | 88             | 2,4%     |
| циганська | 60             | 1,6%     |
| російська | 6              | 0,2%     |

Склад населення комуни за віросповіданням:
| Релігія                                       | Кількість осіб | Відсоток |
| --------------------------------------------- | -------------- | -------- |
| православні                                   | 2747           | 75,5%    |
| реформати                                     | 385            | 10,6%    |
| п'ятдесятники                                 | 180            | 4,9%     |
| римо-католики                                 | 127            | 3,5%     |
| лютерани (Аугсбурзького сповідання)           | 58             | 1,6%     |
| адвентисти                                    | 51             | 1,4%     |
| греко-католики                                | 50             | 1,4%     |
| лютерани (Синодально-пресвітеріанська церква) | 29             | 0,8%     |
| баптисти                                      | 10             | 0,3%     |
| унітарії                                      | 1              | < 0,1%   |
| атеїсти                                       | 1              | < 0,1%   |